# Maczużnik guzkowaty
Maczużnik guzkowaty (Akanthomyces tuberculatus (Lebert) Spatafora, Kepler & B. Shrestha) – gatunek grzybów z rodziny maczużnikowatych (Cordycipitaceae).

## Systematyka i nazewnictwo
Pozycja w klasyfikacji według Index Fungorum: Akanthomyces, Cordycipitaceae, Hypocreales, Hypocreomycetidae, Sordariomycetes, Pezizomycotina, Ascomycota, Fungi.
Po raz pierwszy opisał go w 1858 r. Hermann Lebert nadając mu nazwę Acrophyton tuberculatum. Obecną, uznaną przez Index Fungorum nazwę nadali mu J.W. Spatafora, R.M. Kepler i B. Shrestha w 2017 r.
Ma 10 synonimów. Niektóre z nich:
- Cordyceps tuberculata (Lebert) Maire 1917[1].

Polska nazwa występuje w internetowym atlasie grzybów (dla synonimu Cordyceps tuberculata). Jest niespójna z aktualną nazwą naukową tego gatunku.

## Morfologia i tryb życia
Żywicielami Akanthomyces tuberculatus są dorosłe ćmy. Grzyb w postaci grzybni występuje na liściach roślin dwuliściennych. Gdy usiądzie na nich ćma, grzyb przyczepia ją do liści roślin cienkimi strzępkami, które otaczają odnóża i brzegi skrzydeł ćmy. Rozrastająca się biaława grzybnia otacza owada. Na górnej stronie ciała porażonego owada rozwijają się z niej askostromy formy płciowej grzyba wytwarzające zarodniki płciowe (askospory). Porażone owady giną, pozostając przyczepione do liścia rośliny.
Askostromy o średnicy 0,2-0,6 (1) mm i długości 1-3 (3,5) cm, o barwie od białej do ochrowej. Powstają w nich bladożółte, jajowate perytecja o długości 650–760 μm i średnicy ok. 400 μm. Brak parafiz. Worki cylindryczne, o długości do 550 μm i średnicy 2,5–4 μm, z wyraźnym, pogrubionym szklistym ujściem o długości 2,5 μm i średnicy 3 μm. Askospory włókniste, o długości do 500 μm i szerokości 2 μm. Grzyb wytwarza także owocniki bezpłciowe typu synnema. Powstają w nich bezpłciowe, maczugowate i szydłowate zarodniki konidialne.
Na PDA kiełkują w ciągu 12 godzin. W kulturze kolonie na PDA rosną średnio szybko, osiągając średnicę 2 cm w ciągu 14 dni w temperaturze 20 °C. Kolonie są białe i kłaczkowate.

## Występowanie i siedlisko
Znane jest występowanie Akanthomyces tuberculatus w Ameryce Północnej, Europie, Japonii, w jednym z krajów Afryki Środkowej i w Tajlandii. Występuje również w Polsce. Jest bardzo rzadki.
Grzyb entomopatogeniczny, pasożytujący głównie na dorosłych postaciach niektórych owadów, rzadziej na ich poczwarkach.